# Mélanie Henique
Cet article possède un paronyme, voir Hennique.
Mélanie Henique, née le 22 décembre 1992 à Amiens, est une nageuse française spécialiste du papillon.
Après plusieurs récompenses dans les championnats internationaux dans les catégories juniors, elle se révèle parmi l'élite mondiale en 2010 en décrochant un premier titre de championne de France et une médaille de bronze européenne sur son épreuve de prédilection, le 50 m papillon. Elle atteint la consécration en juillet 2011 avec une médaille de bronze aux championnats du monde à Shanghai sur le 50 m papillon.

## Biographie
En 2007, elle remporte la médaille de bronze du 50 m papillon lors des Championnats d'Europe juniors organisés à Anvers, en nageant la longueur de bassin en 27 s 57. Moins à l'aise sur la distance supérieure, elle ne passe pas les séries éliminatoires. Juste après cette compétition, en juillet 2007, elle termine neuvième du 50 m papillon en gagnant la finale B des Championnats de France. L'année suivante, elle termine cette fois au pied du podium des Championnats d'Europe juniors disputés à Budapest, en 26 s 90, un temps qui constitue cependant le nouveau record de France. Elle ne manque cependant pas le rendez-vous planétaire de la catégorie d'âge se tenant à Monterrey au Mexique. Seulement devancée par l'Italienne Silvia Di Pietro en finale du 50 m papillon, elle remporte la médaille d'argent en 27 s 09. En fin d'année, lors de la saison en petit bassin, elle devient vice-championne de France en terminant deuxième du 50 m papillon en 26 s 43, à près d'une seconde de la détentrice du record de France Diane Bui Duyet.
Elle confirme sa place de dauphin au niveau national en remportant le même métal quelques mois plus tard à l'occasion des Championnats de France en grand bassin, organisés à Montpellier. Durant la compétition, elle bat à deux reprises le record de France avant que Bui Duyet ne le lui subtilise en finale, ne la devançant au passage que de deux centièmes de seconde pour le titre national. Cette performance la qualifie pour les Championnats du monde tenus à Rome durant l'été. Toujours lors des Championnats de France, elle s'aligne également sur 50 m nage libre mais est éliminée en demi-finale, et termine au pied du podium en signant un nouveau record personnel en 59 s 07, record de France des moins de 17 ans. Peu avant les Mondiaux, elle s'était illustrée à l'occasion des Jeux méditerranéens en gagnant le 50 m papillon.
À la fin de l'année, elle améliore ses records personnels lors des Gymnasiades 2009, équivalent de championnats du monde scolaires, tout en remportant les 50 et 100 m papillon, records du monde de la catégorie à la clé,. Pour la première fois championne de France en avril 2010 à Saint-Raphaël, elle remporte la médaille de bronze du 50 m papillon début août lors des Championnats d'Europe organisés à Budapest.
Lors des championnats mondiaux 2011 fin juillet, elle termine à la 3e place, un podium bien mérité après une course exceptionnelle, derrière Therese Alshammar (argent) et Inge Dekker (or). Elle bat son propre record personnel mais également le record de France avec 25 s 86.
Deux ans plus tard, elle ne réédite pas cet exploit lors des championnats du monde de natation 2013 à Barcelone, ne terminant que sixième de la finale.
Mélanie Henique est présente aux Jeux Olympiques de Rio en 2016, elle prend part au 50 mètres nage libre. Auparavant, elle n'avait pas participé aux Jeux olympiques d'été de 2012, puisque sa discipline favorite, le 50 m papillon, n'est pas discipline olympique. Elle bat le record de France du 50 m papillon au championnat du monde de Budapest en 25 s 63 et se qualifie pour la finale avec le troisième temps des demi-finales.
Le 10 novembre 2020, Mélanie Henique améliore son record de France du 50 m nage libre en petit bassin en 23 s 61 lors des ISL qui se disputent à Budapest.
Le 14 décembre 2020, Mélanie Henique réalise les minima pour espérer la qualification olympique lors des championnats de France en grand bassin. Dans le même temps, elle améliore le record de France du 50 m nage libre en grand bassin en 24 s 34. Au cours du même week-end, elle pulvérise aussi le record de France du 50 m papillon en 25 s 24.
Fin mars 2021, Mélanie Henique obtient sa qualification pour les JO de 2021 en réussissant un 50 m nage libre en 24 s 34.
Fin mai 2021, Mélanie Henique obtient la médaille d'argent aux championnats d'Europe en réalisant 25 s 46 sur 50 m papillon.
En mai 2022, elle remporte le 50 m papillon en 25"57 lors de la deuxième étape du Mare Nostrum à Barcelone.
Le 16 décembre 2022, Henique participe avec Maxime Grousset, Florent Manaudou et Béryl Gastaldello au relais 4 x 50 mètres nage libre mixte qui remporte le titre lors des Championnats du monde en petit bassin 2022 à Melbourne. Leur temps de 1 min 27 s 33 centièmes constitue un nouveau record du monde.

## Décoration
- Médaille de la jeunesse, des sports et de l'engagement associatif, argent (2025)[11].

## Vie privée
Ouvertement homosexuelle, elle est victime, en juillet 2015, d'une violente agression homophobe à Amiens où son nez est cassé, l'obligeant à annuler sa participation à l'Open de France de natation.

## Palmarès

### Championnats du monde

#### Grand bassin
| Discipline / Année | Rome 2009                    | Shanghai 2011  | Barcelone 2013 | Kazan 2015                         | Budapest 2017 | Budapest 2022  | Doha 2024      |
| 50 m papillon      | 26e temps des séries 26 s 71 | Bronze 25 s 86 | 6e 25 s 96     | 10e temps des demi-finales 26 s 03 | 6e 25 s 76    | Argent 25 s 31 | Argent 25 s 44 |

#### Petit bassin
| Discipline / Année               | Dubaï 2010                   | Doha 2014                          | Windsor 2016                      | Melbourne 2022        |
| 50 m nage libre                  |                              |                                    | 7e des demi-finales 24 s 46       |                       |
| 50 m dos                         |                              |                                    | 21e temps des séries 27 s 37      |                       |
| 50 m papillon                    | 10e des demi-finales 25 s 91 | 7e 25 s 75                         | 4e 25 s 33                        |                       |
| 100 m papillon                   | 18e temps des séries 58 s 58 | 37e temps des séries 1 min 01 s 36 |                                   |                       |
| Relais 4 × 50 m 4 nages          |                              | Bronze 1 min 45 s 89               | 9e temps des séries 1 min 45 s 51 |                       |
| Relais 4 × 50 m nage libre       |                              | 5e 1 min 36 s 32                   | 6e 1 min 37 s 21                  |                       |
| Relais 4 × 50 m nage libre mixte |                              |                                    | 4e 1 min 29 s 96                  | Or 1 min 27 s 33 (RM) |
| Relais 4 × 100 m nage libre      |                              |                                    | 6e 3 min 35 s 13                  |                       |
| Relais 4 × 100 m 4 nages         |                              |                                    | 13e temps des séries 4 min 2 s 19 |                       |

### Championnats d'Europe
| Discipline / Année | Budapest 2010  |
| 50 m papillon      | Bronze 26 s 09 |

| Discipline / Année | Glasgow 2019 |
| 50 m papillon      | Or 24 s 56   |

### Championnats de France
| Discipline / Année | Dunkerque 2008                     | Montpellier 2009             | Saint-Raphaël 2010   | Schiltigheim 2011 | Dunkerque 2012                     | Rennes 2013 | Chartres 2014 | Limoges 2015   | Montpellier 2016 | Schiltigheim 2017 | Saint-Raphaël 2018 | Rennes 2019    | Saint-Raphaël 2020 | Chartres 2021       | Limoges 2022   | Rennes 2023 | Chartres 2024  |
| 50 m nage libre    | 55e temps des séries 28 s 16       | 15e des demi-finales 26 s 77 | 11e 26 s 54          | -                 | 18e temps des séries 26 s 87       |             |               | Argent 25 s 13 | Argent 25 s 11   |                   | Argent 25 s 05     |                | Or 24 s 39         | Argent 24 s 57      | Argent 25 s 00 | Or 24 s 70  | Argent 24 s 53 |
| 50 m papillon      | 26 s 90 RF                         | Argent 26 s 12               | Or 26 s 36           | Or 26 s 19        | 4e 27 s 15                         | Or 26 s 47  | Or 26 s 29    | Argent 26 s 17 | Or 25 s 84       | Or 25 s 85        | Or 25 s 71         | Bronze 26 s 18 | Or 25 s 24 RF      | Or 25 s 17 RF (MPF) | Or 25 s 62     | Or 25 s 24  | Or 25 s 60     |
| 100 m papillon     | 15e des demi-finales 1 min 03 s 55 | 4e 59 s 07                   | Bronze 1 min 00 s 37 | Bronze 59 s 87    | 29e temps des séries 1 min 04 s 43 |             |               |                |                  |                   |                    |                |                    |                     |                |             |                |

### Jeux mondiaux militaires
| Discipline / Année | Wuhan 2019     |
| 50 m nage libre    | Argent 25 s 28 |
| 50 m papillon      | Or 25 s 96     |

## Records
| Épreuve         | Temps   | Compétition                | Lieu                  | Date             |
| 50 m nage libre | 24 s 34 | Championnat de France 2020 | Saint-Raphaël, France | 12 décembre 2020 |
| 50 m papillon   | 25 s 17 | Championnat de France 2021 | Chartres, France      | 19 juin 2021     |